# Rhagastis lunata
Rhagastis lunata là một loài bướm đêm thuộc họ Sphingidae. Nó được tìm thấy ở Nepal, đông bắc Ấn Độ, Thái Lan, tây nam Trung Quốc và Việt Nam.
Sải cánh dài 72–86 mm.